# Vuelta a España 1999
Die 54. Vuelta a España fand vom 4. bis 26. September 1999 statt. Auf den 21 Etappen und dem Prolog von Murcia bis nach Madrid musste das 189 Fahrer umfassende Feld insgesamt 3576 km zurücklegen.
Der Gesamtführende erhielt bei dieser Rundfahrt erstmals das Goldene Trikot, da man mit dem spanischen Telefonanbieter Telefonica einen neuen Hauptsponsor für dieses Trikot präsentierte.

## Strecke
Die Fahrer starteten in Murcia mit einem 6 km langen Prolog. Auf den folgenden 21 Etappen erwarteten die Fahrer fünf Bergankünfte. Unter anderem war der Alto de Angliru, mit bis zu 23 % steilen Rampen und extra für die Vuelta asphaltierten Straßen, zum ersten Mal im Programm. Im Vergleich zum Vorjahr war die Rundfahrt fast 300 km kürzer, dafür erhöhten sich aber die Kilometer in den zwei Einzelzeitfahren von 78,5 auf 103. Damit wollten sich die Veranstalter den Charakteristiken der beiden anderen großen Rundfahrten, Tour de France und Giro d’Italia, annähern und so die Attraktivität steigern.

## Teilnehmende Mannschaften
| Groupes Sportifs I (16)- ONCE-Deutsche Bank - Banesto - Cofidis-Le Crédit par Téléphone - Deutsche Telekom - Kelme-Costa Blanca - Lampre-Daikin - Lotto-Mobistar - Festina-Lotus - Mapei - Polti - Rabobank - Riso Scotti-Vinavil - Saeco-Cannondale - TVM-Farm Frites - US Postal Service - Vitalicio Seguros-Grupo Generali Groupes Sportifs II (5)- Amica Chips-Costa de Almeria - Euskaltel-Euskadi - Fuenlabrada-Cafés Toscaf - Liquigas - S.L. Benfica |
| |

## Verlauf
Erster Träger des Goldenen Trikots war der Spanier Igor González de Galdeano, der den Prolog für sich entscheiden konnte. Doch dann entwickelte sich die Rundfahrt zu einer deutschen Galavorstellung. Während der deutsche Sprinter Marcel Wüst die 2., 3., 4. und 7. Etappe gewann und für zwei Tage die Gesamtführung übernahm, trumpfte auch Jan Ullrich auf. Der Kapitän des Teams Deutsche Telekom, der die Vuelta eigentlich nur zur Vorbereitung auf die bevorstehende Weltmeisterschaft nutzen wollte, entschied die 6. Etappe im Sprint einer Spitzengruppe für sich und streifte sich ab der 12. Etappe das Trikot des Führenden über, das er bis Madrid nicht mehr abgab. In Arcalís (Andorra) hatte Ullrich bereits den Grundstein für seinen Tour-de-France-Sieg im Jahr 1997 gelegt. Auch im abschließenden Einzelzeitfahren verwies Ullrich seine Konkurrenten ein weiteres Mal in die Schranken. Die anderen Favoriten wie Abraham Olano und Alex Zülle konnten den Sieger zu keiner Zeit gefährden. Große Überraschung der dreiwöchigen Rundfahrt war Igor González de Galdeano, der sensationell Gesamtzweiter wurde.
Die historische erste Ankunft auf dem Alto de Angliru entschied José María Jiménez für sich, nachdem er auf den letzten drei Kilometern des Anstieges einen fast einminütigen Rückstand zum bis dahin Führenden Pawel Tonkow aufholte und erst 500 m vor dem Ziel zu ihm aufschloss.

## Etappenliste
| Etappe     | Datum    | Etappenorte                        | type              | Länge (km) | Etappensieger             | Gesamtführender           |
| ---------- | -------- | ---------------------------------- | ----------------- | ---------- | ------------------------- | ------------------------- |
| Prolog     | 4. Sep.  | Murcia – Murcia                    | Prolog            | 6,1        | Igor González de Galdeano | Igor González de Galdeano |
| 1. Etappe  | 5. Sep.  | Murcia – Benidorm                  | Flachetappe       | 179        | Robert Hunter             | Jacky Durand              |
| 2. Etappe  | 6. Sep.  | Alicante – Albacete                | Flachetappe       | 206        | Marcel Wüst               | Jacky Durand              |
| 3. Etappe  | 7. Sep.  | La Roda – Fuenlabrada              | Flachetappe       | 222,8      | Marcel Wüst               | Marcel Wüst               |
| 4. Etappe  | 8. Sep.  | Las Rozas de Madrid – Salamanca    | Flachetappe       | 185        | Marcel Wüst               | Marcel Wüst               |
| 5. Etappe  | 9. Sep.  | Béjar – Ciudad Rodrigo             | Hochgebirgsetappe | 160        | Jan Ullrich               | Abraham Olano             |
| 6. Etappe  | 10. Sep. | Salamanca – Salamanca              | Einzelzeitfahren  | 46,4       | Abraham Olano             | Abraham Olano             |
| 7. Etappe  | 11. Sep. | Salamanca – León                   | Flachetappe       | 217        | Marcel Wüst               | Abraham Olano             |
| 8. Etappe  | 12. Sep. | León – Alto de Angliru             | Hochgebirgsetappe | 175,6      | José María Jiménez        | Abraham Olano             |
| 9. Etappe  | 13. Sep. | Gijón – Los Corrales de Buelna     | Flachetappe       | 185,8      | Laurent Brochard          | Abraham Olano             |
|            | 14. Sep. |                                    |                   |            |                           |                           |
| 10. Etappe | 15. Sep. | Saragossa – Saragossa              | Hügelige Etappe   | 183,2      | Serhij Uschakow           | Abraham Olano             |
| 11. Etappe | 16. Sep. | Huesca – Val d’Aran                | Hochgebirgsetappe | 201        | Daniele Nardello          | Abraham Olano             |
| 12. Etappe | 17. Sep. | Sort – Ordino-Arcalís              | Hochgebirgsetappe | 147        | Igor González de Galdeano | Jan Ullrich               |
| 13. Etappe | 18. Sep. | Andorra – Castellar del Riu        | Hochgebirgsetappe | 149        | Alex Zülle                | Jan Ullrich               |
| 14. Etappe | 19. Sep. | Barcelona – Montjuïc               | Hügelige Etappe   | 144 94,4   | Fabio Roscioli            | Jan Ullrich               |
| 15. Etappe | 20. Sep. | La Sénia – Valencia                | Hügelige Etappe   | 193,4      | Wjatscheslaw Jekimow      | Jan Ullrich               |
| 16. Etappe | 21. Sep. | Valencia – Teruel                  | Hügelige Etappe   | 200,4      | Frank Vandenbroucke       | Jan Ullrich               |
| 17. Etappe | 22. Sep. | Bronchales – Guadalajara           | Hügelige Etappe   | 225        | Cristian Moreni           | Jan Ullrich               |
| 18. Etappe | 23. Sep. | Guadalajara – Puerto de Malagón    | Hochgebirgsetappe | 166,3      | Roberto Laiseka           | Jan Ullrich               |
| 19. Etappe | 24. Sep. | San Lorenzo de El Escorial – Ávila | Hochgebirgsetappe | 184,6      | Frank Vandenbroucke       | Jan Ullrich               |
| 20. Etappe | 25. Sep. | El Tiemblo – Ávila                 | Einzelzeitfahren  | 46         | Jan Ullrich               | Jan Ullrich               |
| 21. Etappe | 26. Sep. | Madrid – Madrid                    | Flachetappe       | 163        | Jeroen Blijlevens         | Jan Ullrich               |

## Endergebnisse
| \| Gesamtwertung \| Gesamtwertung \| Gesamtwertung \| Gesamtwertung \| Gesamtwertung \| \| Fahrer \| Fahrer \| Land \| Team \| Zeit \| \| ------------- \| ------------------------------ \| ------------------ \| -------------------------------- \| ----------------- \| \| 1. \| Jan Ullrich \| Deutschland \| Deutsche Telekom \| 89 h 52 min 03 s \| \| 2. \| Igor González de Galdeano \| Spanien \| Vitalicio Seguros-Grupo Generali \| + 4 min 15 s \| \| 3. \| Roberto Heras \| Spanien \| Kelme-Costa Blanca \| + 5 min 57 s \| \| 4. \| Pawel Tonkow \| Russland \| Mapei-Quick Step \| + 7 min 53 s \| \| 5. \| José María Jiménez \| Spanien \| Banesto \| + 9 min 27 s \| \| 6. \| José Luis Rubiera \| Spanien \| Kelme-Costa Blanca \| + 10 min 13 s \| \| 7. \| Manuel Beltrán \| Spanien \| Banesto \| + 11 min 20 s \| \| 8. \| Leonardo Piepoli \| Italien \| Banesto \| + 13 min 13 s \| \| 9. \| Iván Parra \| Kolumbien \| Vitalicio Seguros-Grupo Generali \| + 16 min 20 s \| \| 10. \| Santiago Blanco \| Spanien \| Vitalicio Seguros-Grupo Generali \| + 18 min 15 s \| \| 11. \| Mikel Zarrabeitia \| Spanien \| ONCE-Deutsche Bank \| + 22 min 06 s \| \| 12. \| Frank Vandenbroucke \| Belgien \| Cofidis-Le Crédit par Téléphone \| + 23 min 39 s \| \| 13. \| José Manuel Uría González \| Spanien \| Kelme-Costa Blanca \| + 27 min 28 s \| \| 14. \| Íñigo Chaurreau \| Spanien \| Euskaltel-Euskadi \| + 29 min 42 s \| \| 15. \| Aitor Osa \| Spanien \| Banesto \| + 31 min 06 s \| \| 16. \| Txema del Olmo \| Spanien \| Euskaltel-Euskadi \| + 31 min 49 s \| \| 17. \| Félix García Casas \| Spanien \| Festina-Lotus \| + 36 min 34 s \| \| 18. \| Roberto Laiseka \| Spanien \| Euskaltel-Euskadi \| + 40 min 14 s \| \| 19. \| Chann McRae \| Vereinigte Staaten \| Mapei-Quick Step \| + 44 min 29 s \| \| 20. \| Niki Aebersold \| Schweiz \| Rabobank \| + 59 min 04 s \| \| 21. \| Michel Lafis \| Schweden \| TVM-Farm Frites \| + 59 min 34 s \| \| 22. \| Massimo Codol \| Italien \| Lampre-Daikin \| + 1 h 02 min 49 s \| \| 23. \| Daniele Nardello \| Italien \| Mapei-Quick Step \| + 1 h 02 min 58 s \| \| 24. \| Andrei Petrowitsch Sintschenko \| Russland \| Vitalicio Seguros-Grupo Generali \| + 1 h 04 min 08 s \| \| 25. \| Gianni Faresin \| Italien \| Mapei-Quick Step \| + 1 h 06 min 26 s \| |                                |                    |                                  |                   |
| |                                |                    |                                  |                   |
| Quelle: ProCyclingStats |                                |                    |                                  |                   |
| Gesamtwertung |                                |                    |                                  |                   |
| Fahrer | Fahrer                         | Land               | Team                             | Zeit              |
| 1. | Jan Ullrich                    | Deutschland        | Deutsche Telekom                 | 89 h 52 min 03 s  |
| 2. | Igor González de Galdeano      | Spanien            | Vitalicio Seguros-Grupo Generali | + 4 min 15 s      |
| 3. | Roberto Heras                  | Spanien            | Kelme-Costa Blanca               | + 5 min 57 s      |
| 4. | Pawel Tonkow                   | Russland           | Mapei-Quick Step                 | + 7 min 53 s      |
| 5. | José María Jiménez             | Spanien            | Banesto                          | + 9 min 27 s      |
| 6. | José Luis Rubiera              | Spanien            | Kelme-Costa Blanca               | + 10 min 13 s     |
| 7. | Manuel Beltrán                 | Spanien            | Banesto                          | + 11 min 20 s     |
| 8. | Leonardo Piepoli               | Italien            | Banesto                          | + 13 min 13 s     |
| 9. | Iván Parra                     | Kolumbien          | Vitalicio Seguros-Grupo Generali | + 16 min 20 s     |
| 10. | Santiago Blanco                | Spanien            | Vitalicio Seguros-Grupo Generali | + 18 min 15 s     |
| 11. | Mikel Zarrabeitia              | Spanien            | ONCE-Deutsche Bank               | + 22 min 06 s     |
| 12. | Frank Vandenbroucke            | Belgien            | Cofidis-Le Crédit par Téléphone  | + 23 min 39 s     |
| 13. | José Manuel Uría González      | Spanien            | Kelme-Costa Blanca               | + 27 min 28 s     |
| 14. | Íñigo Chaurreau                | Spanien            | Euskaltel-Euskadi                | + 29 min 42 s     |
| 15. | Aitor Osa                      | Spanien            | Banesto                          | + 31 min 06 s     |
| 16. | Txema del Olmo                 | Spanien            | Euskaltel-Euskadi                | + 31 min 49 s     |
| 17. | Félix García Casas             | Spanien            | Festina-Lotus                    | + 36 min 34 s     |
| 18. | Roberto Laiseka                | Spanien            | Euskaltel-Euskadi                | + 40 min 14 s     |
| 19. | Chann McRae                    | Vereinigte Staaten | Mapei-Quick Step                 | + 44 min 29 s     |
| 20. | Niki Aebersold                 | Schweiz            | Rabobank                         | + 59 min 04 s     |
| 21. | Michel Lafis                   | Schweden           | TVM-Farm Frites                  | + 59 min 34 s     |
| 22. | Massimo Codol                  | Italien            | Lampre-Daikin                    | + 1 h 02 min 49 s |
| 23. | Daniele Nardello               | Italien            | Mapei-Quick Step                 | + 1 h 02 min 58 s |
| 24. | Andrei Petrowitsch Sintschenko | Russland           | Vitalicio Seguros-Grupo Generali | + 1 h 04 min 08 s |
| 25. | Gianni Faresin                 | Italien            | Mapei-Quick Step                 | + 1 h 06 min 26 s |

| Punktewertung | Punktewertung             | Punktewertung | Punktewertung                    | Punktewertung |
| Fahrer        | Fahrer                    | Land          | Team                             | Punkte        |
| ------------- | ------------------------- | ------------- | -------------------------------- | ------------- |
| 1.            | Frank Vandenbroucke       | Belgien       | Cofidis-Le Crédit par Téléphone  | 129 P.        |
| 2.            | Robert Hunter             | Südafrika     | Lampre-Daikin                    | 123 P.        |
| 3.            | Igor González de Galdeano | Spanien       | Vitalicio Seguros-Grupo Generali | 122 P.        |
| 4.            | Jan Ullrich               | Deutschland   | Deutsche Telekom                 | 116 P.        |
| 5.            | Roberto Heras             | Spanien       | Kelme-Costa Blanca               | 96 P.         |
| 6.            | José María Jiménez        | Spanien       | Banesto                          | 85 P.         |
| 7.            | Glenn Magnusson           | Schweden      | US Postal Service                | 70 P.         |
| 8.            | Pawel Tonkow              | Russland      | Mapei-Quick Step                 | 67 P.         |
| 9.            | Giovanni Lombardi         | Italien       | Deutsche Telekom                 | 63 P.         |
| 10.           | Fabio Roscioli            | Italien       | Amica Chips-Costa de Almeria     | 60 P.         |

| Bergwertung | Bergwertung               | Bergwertung | Bergwertung                      | Bergwertung |
| Fahrer      | Fahrer                    | Land        | Team                             | Punkte      |
| ----------- | ------------------------- | ----------- | -------------------------------- | ----------- |
| 1.          | José María Jiménez        | Spanien     | Banesto                          | 133 P.      |
| 2.          | Frank Vandenbroucke       | Belgien     | Cofidis-Le Crédit par Téléphone  | 90 P.       |
| 3.          | Roberto Heras             | Spanien     | Kelme-Costa Blanca               | 89 P.       |
| 4.          | Íñigo Chaurreau           | Spanien     | Euskaltel-Euskadi                | 86 P.       |
| 5.          | Igor González de Galdeano | Spanien     | Vitalicio Seguros-Grupo Generali | 67 P.       |
| 6.          | Laurent Brochard          | Frankreich  | Festina-Lotus                    | 66 P.       |
| 7.          | José Manuel Uría González | Spanien     | Kelme-Costa Blanca               | 59 P.       |
| 8.          | Jan Ullrich               | Deutschland | Deutsche Telekom                 | 57 P.       |
| 9.          | Félix García Casas        | Spanien     | Festina-Lotus                    | 53 P.       |
| 10.         | Jon Odriozola             | Spanien     | Banesto                          | 53 P.       |

| Sprintwertung | Sprintwertung          | Sprintwertung | Sprintwertung                   | Sprintwertung |
| Fahrer        | Fahrer                 | Land          | Team                            | Punkte        |
| ------------- | ---------------------- | ------------- | ------------------------------- | ------------- |
| 1.            | Robert Hunter          | Südafrika     | Lampre-Daikin                   | 54 P.         |
| 2.            | Germán Nieto Fernández | Spanien       | Fuenlabrada-Cafés Toscaf        | 21 P.         |
| 3.            | Andrea Tafi            | Italien       | Mapei-Quick Step                | 16 P.         |
| 4.            | Fabio Roscioli         | Italien       | Amica Chips-Costa de Almeria    | 15 P.         |
| 5.            | Frank Vandenbroucke    | Belgien       | Cofidis-Le Crédit par Téléphone | 13 P.         |
| 6.            | Michel Lafis           | Schweden      | TVM-Farm Frites                 | 13 P.         |
| 7.            | Mariano Piccoli        | Italien       | Lampre-Daikin                   | 12 P.         |
| 8.            | Massimiliano Lelli     | Italien       | Cofidis-Le Crédit par Téléphone | 9 P.          |
| 9.            | Jon Odriozola          | Spanien       | Banesto                         |               |
| 10.           | Ramón González Arrieta | Spanien       | Euskaltel-Euskadi               | 8 P.          |

| Mannschaftswertung | Mannschaftswertung               | Mannschaftswertung | Mannschaftswertung |
| Team               | Team                             | Land               | Zeit               |
| ------------------ | -------------------------------- | ------------------ | ------------------ |
| 1.                 | Banesto                          | Spanien            | 269 h 08 min 49 s  |
| 2.                 | Kelme-Costa Blanca               | Spanien            | + 15 min 04 s      |
| 3.                 | Vitalicio Seguros-Grupo Generali | Spanien            | + 23 min 45 s      |
| 4.                 | Mapei-Quick Step                 | Belgien            | + 1 h 18 min 26 s  |
| 5.                 | Euskaltel-Euskadi                | Spanien            | + 1 h 35 min 29 s  |
| 6.                 | ONCE-Deutsche Bank               | Spanien            | + 1 h 49 min 51 s  |
| 7.                 | Deutsche Telekom                 | Deutschland        | + 2 h 50 min 53 s  |
| 8.                 | Rabobank                         | Niederlande        | + 3 h 36 min 09 s  |
| 9.                 | Festina-Lotus                    | Frankreich         | + 3 h 44 min 18 s  |
| 10.                | S.L. Benfica                     | Portugal           | + 4 h 24 min 28 s  |